# Montipora tenuicaulis
Espèce
Montipora tenuicaulis est une espèce de coraux appartenant à la famille des Acroporidae.